# Colin Eglin

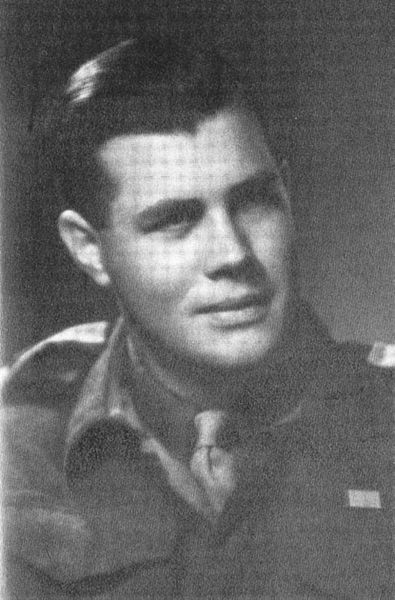
Colin Eglin während des Zweiten Weltkrieges

Colin Wells Eglin (* 14. April 1925 in Kapstadt; † 29. November 2013 ebenda) war ein südafrikanischer Politiker. Er war von 1977 bis 1979 und von 1986 bis 1987 Oppositionsführer in der südafrikanischen Nationalversammlung.

## Leben

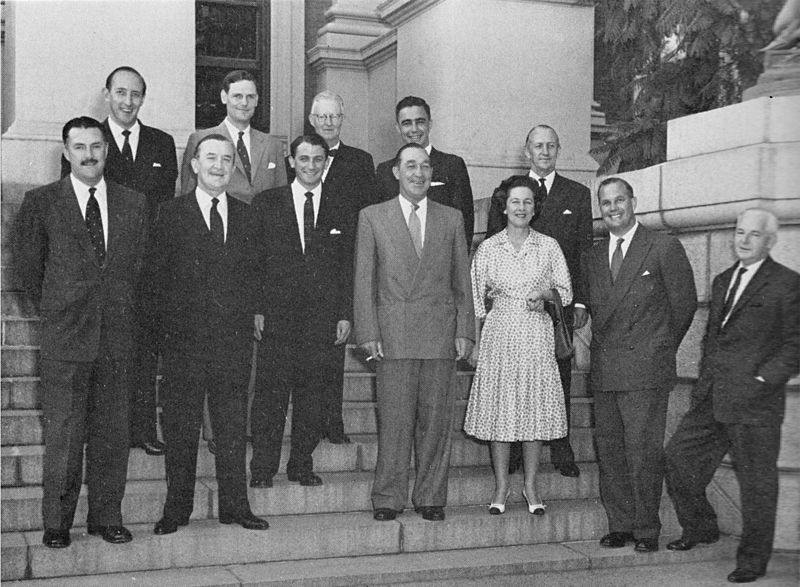
Colin Eglin (2. v. r.) mit weiteren Parlamentariern der Progressive Party (1960)

Eglin zog nach dem Tod seines Vaters mit neun Jahren nach Hobhouse im Oranje-Freistaat, wo er bei seiner Tante lebte und in der Schule der einzige Englischsprachige war. Mit 14 Jahren erwarb er seinen Abschluss an der De Villiers Graaf High School in Villiersdorp bei Kapstadt. Im Jahr 1940 begann er ein Studium zum Bachelor of Science an der Universität Kapstadt (UCT). 1943 unterbrach Eglin sein Studium und nahm mit der Union Defence Force am Zweiten Weltkrieg teil. Anfangs war er Ausbilder der Flugabwehreinheit in Kapstadt; anschließend war er in ähnlicher Position in Ägypten und Italien tätig. Nach seiner Demobilisierung blieb er in Italien und studierte neun Monate lang Archäologie und Stadtplanung. 1946 beendete er sein Studium an der UCT mit einem Bachelor-of-Science-Abschluss in Quantity Surveying (etwa: „Bauberechnung“).
1951 wurde er für die United Party (UP) als Mitglied des Rates im Stadtteil Pinelands gewählt. 1954 bis 1958 war er ebenfalls für die UP im Provinzrat der Kapprovinz. 1958 wurde Eglin als UP-Abgeordneter für die Kaphalbinsel in die Nationalversammlung gewählt. Er war 1959 Gründungsmitglied der Progressive Party (PP). 1961 war er Mitglied der Molteno Commission, die einen Verfassungsentwurf ausarbeitet, der weitgehende Rechte für alle Südafrikaner vorsah und als Vorbild der Verfassungen der 1990er Jahre gilt. Er verlor bei den Wahlen 1961 seinen Sitz in der Nationalversammlung. Er gründete Synthesis, ein überparteiliches politisches Forschungs- und Diskussionsforum jenseits der damals üblichen „Rassenschranken“.
Im Februar 1971 wurde Eglin Vorsitzender der PP, im April 1974 wurde er erneut in die Nationalversammlung gewählt. Im Juli 1975 wählte man Eglin zum Vorsitzenden der PP-Nachfolgepartei Progressive Reform Party, 1977 wurde er Vorsitzender der nunmehr als Progressive Federal Party (PFP) firmierenden Partei. Zugleich wurde er Oppositionsführer in der Nationalversammlung. 1979 wurde er von Frederik van Zyl Slabbert abgelöst und agierte bis 1986 als Schattenaußenminister. Nach van Zyl Slabberts Rücktritt war Eglin 1986 bis 1988 erneut Parteivorsitzender, bis zur Wahlniederlage der PFP 1987 auch Oppositionsführer. Sein Nachfolger als Vorsitzender wurde Zach de Beer. Eglin behielt sein Mandat auch, als die PFP 1989 in der Democratic Party und diese dann 2000 in der Democratic Alliance aufging. 2004 schied er aus dem Parlament aus. Er wurde im selben Jahr vom Leadership Magazine zum südafrikanischen „Parlamentarier des Jahrhunderts“ gewählt. Nelson Mandela nannte ihn „einen der Architekten unserer Demokratie“.
Eglin erlag 88-jährig im November 2013 einem Herzleiden. Er war verheiratet und Vater von drei Kindern.

## Ehrungen
- 2004: Parlamentarian of the Century
- 2012: Prize for Freedom der Liberalen Internationale
- 2013: Order of the Baobab in Silber für seinen Kampf gegen die Apartheid[2]

## Werke
- Crossing the Borders of Power. Autobiografie. Jonathan Ball, Johannesburg 2007, ISBN 978-1868422531.